# بوردلوم
بوردلوم (به آلمانی: Bordelum) یک شهر در آلمان است که در نوردفرایسلند واقع شده‌است. بوردلوم ۲٬۰۱۶ نفر جمعیت دارد.